# Rue de la Loi

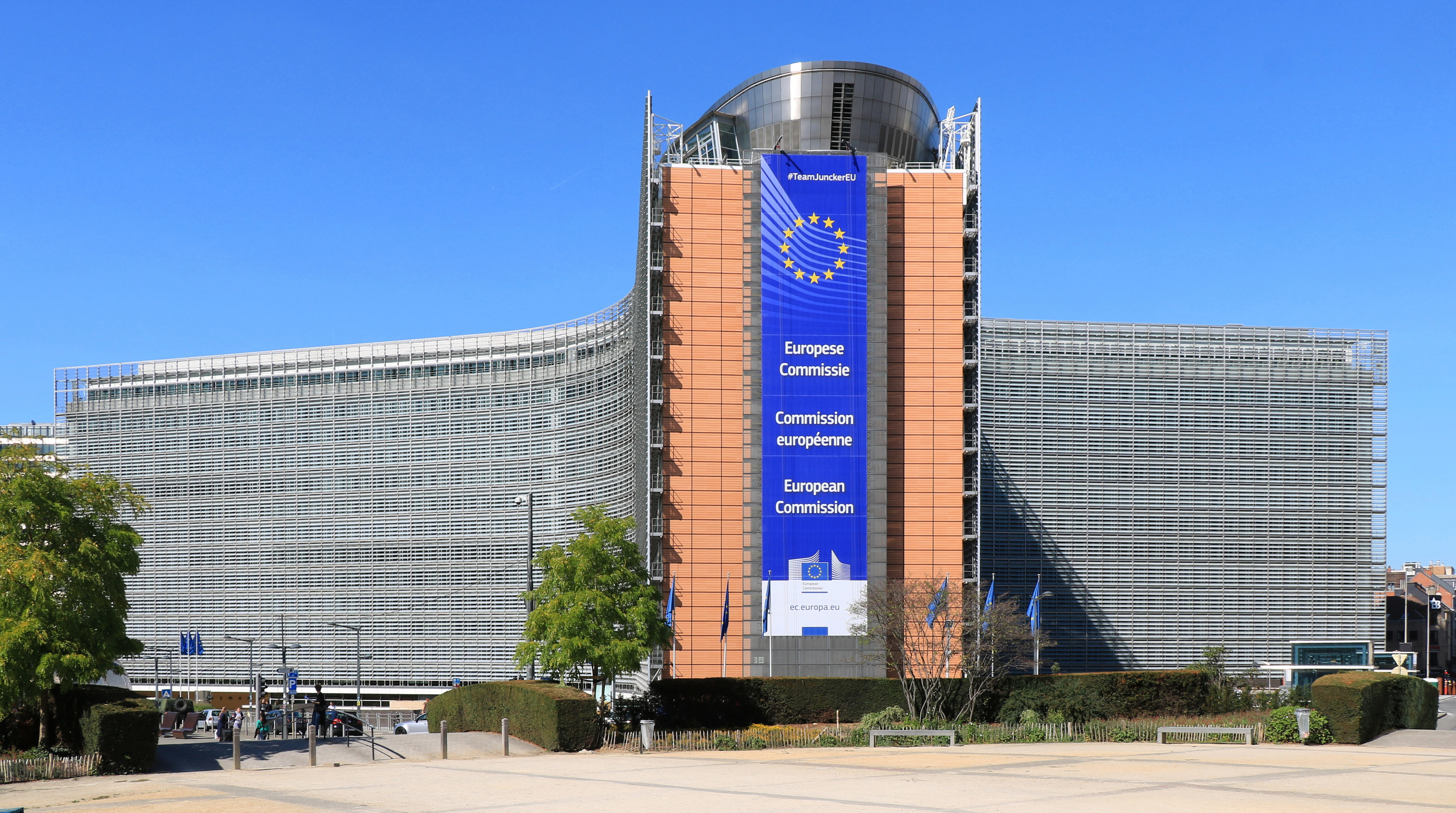
Edificio Berlaymont, sede de la Comisión Europea.

La Rue de la Loi (en francés) o Wetstraat (en holandés) es una calle importante del centro y este de Bruselas, Bélgica, famosa por la presencia de varios edificios gubernamentales importantes (tanto de Bélgica como de la Unión Europea). La calle, cuyo nombre en español es Calle de la Ley, discurre desde la Rue Royale/Koningsstraat (
50°50′48″N 4°21′45″E / 50.8468, 4.3625), en el centro de Bruselas, hasta la rotonda Schuman (50°50′31″N 4°23′09″E / 50.8419, 4.3859), en el barrio europeo. Forma la primera parte (la más occidental) de la autopista N3, que llega hasta Aquisgrán, Alemania.
El término Rue de la Loi o Wetstraat se usa a menudo en los medios belgas como metónimo del gobierno porque no solo el Parlamento Federal de Bélgica está al comienzo de la calle, sino que también la oficina del primer ministro en el número 16. En su extremo este está el edificio Berlaymont en la rotonda Schuman y el Parque del Cincuentenario detrás de él. Poco antes de la rotonda, la parte central de la calle entra en el Túnel Belliard (la continuación de la autopista N3) que pasa por debajo de la rotonda y el Parque del Cincuentenario.

## Edificios
La calle comienza como continuación de Rue des Colonies/Koloniënstraat en el cruce con la Rue Royale/Koningsstraat. Inmediatamente al sur está la estación de metro Parc y el Parque de Bruselas. Al norte está el edificio del Parlamento Belga en el Palais de la Nation/Natieplein. El Théâtre Royal du Parc también está situado aquí.
- 16 (norte): Residencia oficial del primer ministro de Bélgica
- ~ Avenue des Arts/Kunstlaan (pequeña circunvalación) y estación Arts-Loi/Kunst-Wet  (líneas 1, 2, 5 y 6)
- 41 (sur): Comisión Europea
- 56 (norte): Comisión Europea
- Rue de Spa/Spastraat, 2 (norte): Comisión Europea[1]
- Rue de Spa/Spastraat, 3 (norte): Comisión Europea.[1]
- 86 (norte): Comisión Europea
- 89: Sede de CD&V (mayor partido político de Bélgica entre 1945 y 2010).
- 102 (norte): Comisión Europea
- 130 (norte): Comisión Europea[2]
- 107 Crown Plaza Hotel
- ~ Estación Maelbeek/Maalbeek (líneas 1 y 5)
- ~ Chaussée d'Etterbeek/Etterbeeksesteenweg
- ~ (norte) Jardín de Maelbeek
- 145 (sur): Edificio Lex, Consejo Europeo.
- 170 (norte): Edificio Charlemagne, departamento de asuntos exteriores de la Comisión Europea.
- Estación Schuman (ferrocarril)
- 155 (sur): Résidence Palace, futura sede del centro de prensa del Consejo Europeo.
- ~ Túnel Belliard, entrada a la autopista N3.
- 200 (norte): Edificio Berlaymont, sede de la Comisión Europea.
- 175 (sur): Edificio Justus Lipsius, sede del Consejo Europeo.
- Estación Schuman (metro, líneas 1 y 5)
- ~ Rotonda Schuman

## Historia
La calle fue convertida en una avenida de una dirección (hacia el oeste) con mayor capacidad en 1969. Bajo ella se construyó la primera línea del metro. En 2001 se propuso que se eliminara un carril de la calle y las aceras se extendieran para incluir carriles bici. Esto, junto con un lavado de cara general, se completó el 7 de septiembre de 2003 e inmediatamente surgieron peticiones para la inversión del tráfico (véase en "renovación" abajo).

## Renovación

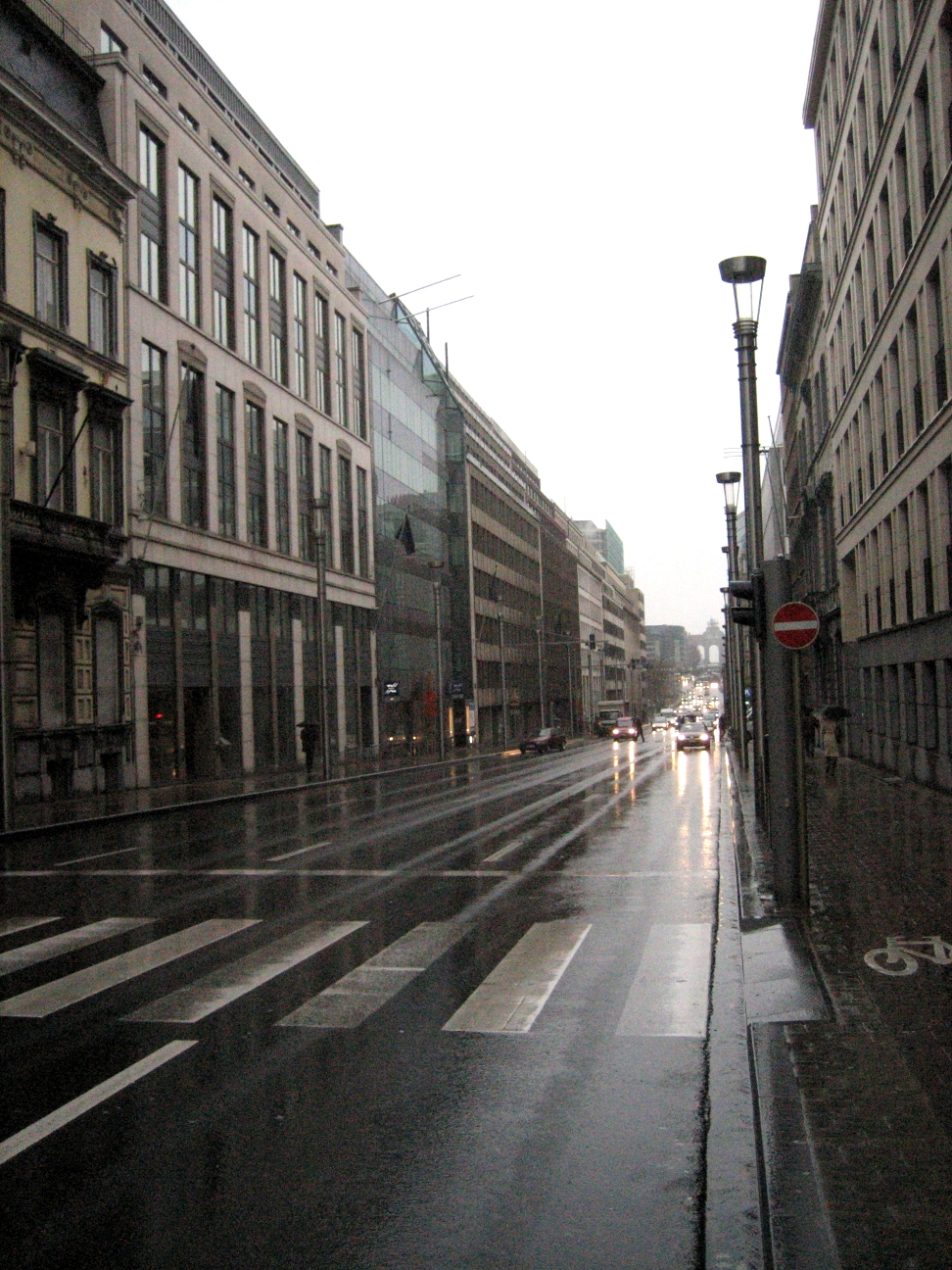
Vista hacia el este, hacia el Parque del Cincuentenario (2009)

Como parte de los planes para mejorar la imagen del Barrio Europeo, se reconstruirá la parte este de la Rue de la Loi/Wetstraat que pasa por el barrio (entre la pequeña circunvalación y la Chaussée d'Etterbeek/Etterbeeksesteenweg). En abril de 2008 la Región de Bruselas-Capital, junto con la Comisión Europea y la ciudad de Bruselas presentó un concurso de diseño urbano internacional para reconstruir la zona como un distrito ecológico, centrándose en mejorar el acceso peatonal y el transporte público. Afirmaron que debía incluir más espacios públicos y tener una "fuerte identidad simbólica" con altos estándares medioambientales y arquitectónicos. Además, pretendían diversificar la zona creando más zonas residenciales, culturales y de ocio a la vez que aumentando la superficie ocupada por la Comisión de 170 000 m² a 400 000 m² (doblando la densidad de edificios en la calle).
En marzo de 2009, un equipo de franceses, belgas y británicos liderados por el arquitecto francés Christian de Portzamparc ganó la competición y Siim Kallas afirmó que el proyecto, que se realizaría en fases durante un largo período en lugar de todo a la vez, crearía una "zona simbólica para las instituciones europeas" dando "cuerpo y alma al proyecto político europeo" y más espacio de oficinas a la Comisión. La calle se reduciría de cuatro carriles a dos, y volvería a ser de dos direcciones. Los arquitectos propusieron que pasara una línea de tranvía por el centro de la calle. Se construirían varios edificios altos a ambos lados, con tres rascacielos en el lado norte del extremo este de la calle. Charles Picqué describió estas torres como "edificios emblemáticos que estarán entre los más altos de Bruselas" y afirmó que "construir más alto te permite convertir manzanas cerradas en espacios abiertos."  Los rascacielos del extremo este serían objeto de otro concurso de arquitectura y serán simbólicos de la Comisión. El espacio liberado (unos 180 000 m²) se dedicaría a viviendas, tiendas, servicios y espacios abiertos para dar a la zona una sensación más "humana". También se construirá una sexta Escuela Europea. Al oeste del barrio, en la Pequeña Circunvalación, habrá "puertas de Europa" para aumentar el impacto visual.
El plan maestro del barrio no solo contemplaba que la calle se redujera de cuatro carriles a dos, sino que también se cubriría la entrada del túnel hasta el Résidence Palace, y se crearía una nueva plaza en el cruce de la Rue d'Arlon/Aarlenstraat y la Rue de Trêves/Trierstraat.